# Ulingan Harbour
Ulingan Harbour (in der deutschen Kolonialzeit Eitel-Friedrichhafen genannt) ist eine Bucht an der Nordostküste Neuguineas in der Provinz Madang von Papua-Neuguinea. Sie ist damit Teil der Bismarcksee.
Die Bucht wird durch einen Einschnitt in das Kernland Papuas gebildet; sie ist nur etwa 500 Meter breit und reicht etwa 2 km tief ins Land hinein. Die Siedlung Ulingan liegt an der Küste der Bucht.
Ab 1899 war die Gegend um die Bucht Teil der deutschen Kolonie Neuguinea. Sie kam 1920 unter australische Mandatsverwaltung. Während des Zweiten Weltkriegs besetzte die japanische Armee Papua. 1975 wurde sie Teil des unabhängigen Staates Papua-Neuguinea.